# Gongbiela He
Gongbiela He (kinesiska: 公别拉河) är ett vattendrag i Kina. Det ligger i provinsen Heilongjiang, i den nordöstra delen av landet, omkring 470 kilometer norr om provinshuvudstaden Harbin.
Genomsnittlig årsnederbörd är 911 millimeter. Den regnigaste månaden är juli, med i genomsnitt 205 mm nederbörd, och den torraste är januari, med 12 mm nederbörd.